# Little Baddow
Little Baddow – wieś w Anglii, w hrabstwie Essex, w dystrykcie Chelmsford. Leży 7 km na wschód od miasta Chelmsford i 55 km na północny wschód od Londynu.